# Ambitus
Ne doit pas être confondu avec Registre (musique) ou Tessiture.
 (mars 2010).
Si vous disposez d'ouvrages ou d'articles de référence ou si vous connaissez des sites web de qualité traitant du thème abordé ici, merci de compléter l'article en donnant les références utiles à sa vérifiabilité et en les liant à la section « Notes et références ».
Dans le domaine de la musique, le terme ambitus (du latin ambire signifiant « entourer » [aller à l'une et l'autre des extrémités]) désigne l'« étendue d'une mélodie, d'une voix ou d'un instrument, entre sa note la plus grave et sa note la plus élevée ».
Défini par l'étude de la totalité de la partition — le plus souvent — ou d'une de ses sections, il s'applique à une « partie musicale » de l'œuvre, qu'elle soit celle d'un instrument, d'une voix dans un rôle d’opéra déterminé.
Savoir quel est l'ambitus d'une partie détermine si la tessiture de telle voix (ou interprète vocal) ou le registre de tel instrument permettra à la voix ou à l'instrument d'interpréter correctement l'œuvre, la section, le mouvement ou le rôle dans son intégralité.
C'est par extension analogique ou par confusion d'application, que le terme « ambitus » est parfois appliqué à une voix (quand il faudrait dire « tessiture ») ou à un instrument (quand il faudrait dire « registre »), plutôt que d'être exclusivement appliqué, comme à l'origine, à la partition ou au timbre.

## Transposition
La partition d'origine de l'œuvre entière (ou « ton original ») peut être transposée : chacune de ses notes est alors déplacée sur l'échelle musicale (vers le grave ou vers l'aigu) sans rien changer aux écarts (de tons et de demi-tons) entre les notes.
La transposition conserve de fait l'amplitude (la distance entre les notes extrêmes) de l'ambitus original.